# Grigore Mithridate Buiucliu
Grigore Mithridate Buiucliu (n. 15 decembrie 1840, Iași - 13 decembrie 1912, București) a fost un jurist și om politic român de origine armeană.

## Biografie
Grigore Buiucliu s-a născut la Iași în familia lui Iacob Buiucliu (1809-1881) și a Mariei Tossun (1817-1907), de origine armeană, alături de alți șase băieți și trei fete. La fel ca și frații săi Christe, Theodor(1837 - 1897), mai târziu pictor, Ioan (agronom), Abgar, zis Murzuc (n. 1849), Vahan și Artaxerxes (inginer), Grigore a urmat studiile medii lângă Paris, la Colegiul armean Moorat din Sèvres, școală condusă de călugării mechitariști.
Studiile universitare de drept le începe la Paris însă le termină la Universitatea din Iași unde obține licența. La Paris a studiat și vioara cu Edouard Lalo.
Începe să practice avocatura ca stagiar pe lângă avocatul ieșean G. Ciumara. În 1869 este numit procuror pe lângă Tribunalul Iași; la scurt timp, devine procuror de secție pe lângă Curtea de Apel din Iași și procuror general al Curții de Apel din Iași între anii 1874-1876.
În 1876 revine la avocatură și activează în politică fiind ales deputat (1888) și senator (1892) din partea județului Fălciu. În 1894 renunță la politică și este numit membru al Înaltei Curți de Casație din București, instanță în care activează până la pensionare, în 1908.
Membru al Junimii din 1866, a tradus diverse lucrări din limba armeană. Interesat de istoria și cultura armeană, și-a constituit o bibliotecă importantă cu lucrări în diferite limbi, bibliotecă pe care, nefiind căsătorit și neavând urmași direcți, o lasă prin testament Academiei Române, ca dealtfel și majoritatea averii sale, evaluată la aproximativ 1 milion de lei. Din veniturile aduse de această moștenire a fost constituit „Fondul Grigore Buiucliu”, o parte contribuind la crearea unei burse pentru studiul limbilor orientale.
La Iași Grigore Buiucliu a locuit pe Ulița Veche nr. 43 (astăzi strada Costache Negri), lângă hanul lui Misir; după moartea sa, ulița Capela Armeană, care era situată în apropiere, a fost redenumită „strada Grigore Buiucliu”. Casa și strada au dispărut odată cu sistematizarea zonei Halei Centrale.

## Opera literară
- Un articul științific din „Revista contimporană”, 1874;
- Camenița sau Cronica armenilor din Polonia și Moldova, 1906.

## Traduceri
- Minas Tokatți, Cânt de jălire asupra armenilor din Țara vlahilor, prefața traducătorului, București, 1895;
- Autor armean neidentificat, Spionul.

## Distincții
Grigore Buiucliu a fost decorat cu:
- Ordinul Steaua României în grad de Comandor;
- Ordinul Coroana României în grad de Mare ofițer;
- Ordinul imperial rus de clasa a 3-a

## Vezi și
- Familia Buiucliu